# أوسكار دبليو. غرينبيرغ
أوسكار دبليو. غرينبيرغ (بالإنجليزية: Oscar W. Greenberg)‏ هو فيزيائي وضابط وأستاذ جامعي أمريكي، ولد في 18 فبراير 1932 في نيويورك في الولايات المتحدة.

## وصلات خارجية
- أوسكار دبليو. غرينبيرغ على موقع الموسوعة البريطانية (الإنجليزية)